# Хајневалде
Хајневалде (њем. Hainewalde) општина је у њемачкој савезној држави Саксонија. Једно је од 59 општинских средишта округа Герлиц. Према процјени из 2010. у општини је живјело 1.688 становника. Посједује регионалну шифру (AGS) 14626170.

## Географски и демографски подаци
Хајневалде се налази у савезној држави Саксонија у округу Герлиц. Општина се налази на надморској висини од 322 метра. Површина општине износи 13,0 km². У самом мјесту је, према процјени из 2010. године, живјело 1.688 становника. Просјечна густина становништва износи 130 становника/km².